# Cantone di Guînes
Il Cantone di Guînes era una divisione amministrativa dell'arrondissement di Calais.
È stato soppresso a seguito della riforma complessiva dei cantoni del 2014, che è entrata in vigore con le elezioni dipartimentali del 2015.
Comprendeva i comuni di:
- Alembon
- Andres
- Bouquehault
- Boursin
- Caffiers
- Campagne-lès-Guines
- Fiennes
- Guînes
- Hames-Boucres
- Hardinghen
- Herbinghen
- Hermelinghen
- Hocquinghen
- Licques
- Pihen-lès-Guînes
- Sanghen